# Gerhard van den Top
Gerhard Martin van den Top (Bennekom, 21 oktober 1961) is een Nederlands ingenieur, milieukundige, partijloos politicus en bestuurder. Sinds 16 februari 2022 is hij burgemeester van Hilversum.

## Loopbaan
Van den Top studeerde in 1988 cum laude af in de Tropische Cultuurtechniek aan de Landbouwuniversiteit in Wageningen. Na zijn studie was hij vijf jaar werkzaam op de Filipijnen aan het stopzetten van ontbossing. Daarna kwam hij terug naar Nederland om te promoveren aan de Rijksuniversiteit Leiden, waar hij in 1997 een doctoraat Milieukunde behaalde. Aan deze universiteit was hij ook werkzaam als docent Milieu en Ontwikkeling. Van den Top werkte vervolgens als directeur Natuurbescherming voor het Wereld Natuur Fonds, als consultant voor Shell en vanaf 1 mei 2009 als directeur van Vitens Evides International. Vanaf 1 november 2014 was hij dijkgraaf van Waterschap Amstel, Gooi en Vecht.
Van den Top werd op 8 december 2021 door de gemeenteraad van Hilversum voorgedragen als burgemeester van deze gemeente. Op 4 februari 2022 werd bekend dat de ministerraad de voordracht heeft overgenomen en hem door de Kroon liet benoemen per 16 februari 2022. Op die dag vonden ook de beëdiging en installatie plaats. Naast zijn ambtsgebonden nevenfuncties is Van den Top voorzitter van de raad van toezicht van Wateropleidingen, jurylid van de Lee Kuan Yew Water Prize, lid en vice-voorzitter van de raad van toezicht van Deltares en ambassadeur van Stichting Méér Muziek in de Klas.

## Privéleven
Van den Top is getrouwd en heeft een dochter en zoon.
- Bibsys: 99005510
- Bibliothèque nationale de France: cb146437398 (data)
- CiNii: DA14218058
- International Standard Name Identifier: 0000 0000 4683 7237
- Library of Congress Control Number: no2004026258
- Nederlandse Thesaurus van Auteursnamen: 174418523
- Système universitaire de documentation: 078798248
- Virtual International Authority File: 289314213
- WorldCat: E39PCjF6KcVjwDjFDG4FGWYGxP